# Кутило
Кути́ло, Кудило — специальная острога на деревянном древке с длинным ремнём для подтягивания убитого зверя, которая состоит из носка (наконечника), ратовища и оборы (ремня длиной около 50 саженей), которая крепится к носку, для боя морского зверя.
Ратовище имело свойство свободно выниматься из широкой части носка. При попадании в зверя оно отлетало в сторону и свободно всплывало в морской воде. Когда охота шла на льду, обора закреплялась на вонзённой в лёд пешне или затине. Если охота на животных велась с карбаса, то к концу оборы крепился крепкий пустой бочонок, который выполнял функцию поплавка, указывая местоположение зверя. Постепенно вытягивая зверя из воды, его добивали спицей.